# 卡里娜·吕比
卡里娜·吕比（法語：Karine Ruby，1978年1月4日—2009年5月29日），法国女子单板滑雪运动员。她曾代表法国参加1998年、2002年和2006年冬季奥林匹克运动会单板滑雪比赛，获得一枚金牌和一枚银牌。
卡里娜·吕比在奧運會之後退役，跟著接受訓練想成為一位登山領隊。2009年，當她攀登白朗峰時，不幸地跌進了冰川之間的裂口導致死亡，享年31歲。